# SN 1993ad
SN 1993ad – supernowa typu II odkryta 7 listopada 1993 roku w galaktyce IC1501. W momencie odkrycia miała maksymalną jasność 18,00m.